# 異端
異端（いたん、英: heresy）とは、正統との対比で生ずる概念である。
下記はその辞書的な定義である。
- 正統から外れたこと[1][2]。学説で正統と対立する異説[3]。系統で正統と対立する異系統。
- その時代において正統とは認められない思想・信仰・学説などのこと[1]。多数から正統と認められているものに対して、少数によって信じられている宗教・学説など[2]。
- 本来の教義を忠実に継承していないこと。統治者である事に相応しい理由を持っていないこと。
- 宗教において、正統を自負する教派が、正統とする教理・教義に対立する教義を排斥するため、そのような教義をもつ者または教派団体に付す標識。

以上。
宗教学辞典などで、異端は正統あっての異端、つまり「異端」という概念は「正統」という概念があって初めて成立するものであり、それ自体で独立に成立する概念ではない、相関的概念である、とされている。また哲学事典などでも「正統」と「異端」は動的な対概念である とされている。
従って、「異端」という概念だけを説明しようとしてもうまく説明できない面が多々あるので、本記事では「正統」と「異端」という概念の両方について総合的に解説しつつ、その中で「異端」という概念も解説してゆく。

## 概説
「異端 (英語: heresy, 英語: heterodoxy)」は「正統 (英語: legitimacy, 英語: orthodoxy)」の動的な対概念である。訳語として、heresy と legitimacy は「系統」の異端と正統を表すのに対して、heterodoxy と orthodoxy は「教義」「学説」(= doxy)の異端と正統に重点が置かれる。宗教学辞典などで、異端は正統あっての異端、つまり「異端」という概念は、「正統」という概念があって初めて成立するものであり、それ自体で独立して成立する概念ではない、と説明される。「正統」と見なすものがあり、それではないものを「異端」と見なすということである。
正統から外れたものと見なすこと、異端として扱うことを「異端視」と言う。正統と異端を総称して「正閏」という（用例：正閏論）。
何が正統で何が異端かについての論争は「異端論争」と呼ばれている。例えば、キリスト教で言えば、アタナシウスの教えを正統としアリウスの教えを異端としたニケーヤ会議（第1ニカイア公会議）は歴史的かつ典型的な異端論争である。
儒教でも、異端に対する徹底的な排撃が起きた。キリスト教やイスラム教などでも、大きな事件が起きたこともあった。
イギリスのワーバートンが述べた「正統は私の意見であり、異端は他人の意見だ」という表現にも端的に現れているように、異端論争には主観主義的な要素が含まれる傾向がある。
正統／異端の区別は、思想やイデオロギーなどにおいても重大な関心事となる。例えば、マルキシズムのように絶対主義的な主張内容を含むイデオロギーなどでそうなる。政治面では、スターリン主義が他の共産主義諸派を異端として排撃し粛清した事件がある。経済面では、（日常的に資本主義社会の中に埋没して生活していると見えなくなってしまっているが、）資本主義社会では、資本主義的自由経済主義が正統視され、強調されすぎており、経済に関する他の主義（共産主義、統制経済など）は異端視され排撃されている。同じく、北朝鮮では、政府は「朝鮮民主主義人民共和国」を称しながら、支配者たる金王朝の思想である主体思想のみが正統視され擁護され、国号に含まれる民主主義が異端視され排撃されている。なぜ絶対主義でそれが重大な関心事となるかというと、教義を正しく理解しその唯一絶対性を守ることに熱心であると、それは同時にその絶対性を害なう存在に対しては厳しい警戒の念を抱くことになるからである。
上述のように、正統／異端の用法は、宗教的領域からはじまって、政治・文化・経済などの領域にまで広く用いられている。また同様の概念は、広く学問（科学）等々の領域でも存在している。
「異端」という語は、歴史的背景から現代でも基本的には何かしらの反感や嫌悪感を込めて使用されているが、芸術など創造性・独創性が高く評価される分野においては、賞賛の言辞として用いられることもある。
上述のように絶対主義などでは異端を極端かつ無条件に排撃してしまうが、（異端が存在することを許し）異端を常に生んでゆく思想というのは、創造的な思想だとも言える とも指摘されている。
既成宗教の問題点を指摘し、人々のためにその変革を試みる人物は多くの場合、既成宗教から最初は「異端」と見なされることになる。
ブッダは、当時のインドの既存宗教勢力から異端視された。イエス・キリストはローマ支配下のユダヤの律法主義者から異端視された。ヨーロッパ中世で一旦腐敗したキリスト教会の問題点を指摘したプロテスタントの人々も当初は異端視・迫害され、米国などへ逃れる必要も生まれた。たとえ「異端」と見なされ排斥されても、それでも、より良い宗教を求める人々によって、既成宗教の問題点が改善されてきたという歴史的事実がある。

## 呼称
漢語としての「異端」は、儒者が儒教以外の思想、つまり老・荘・楊・墨などを指して用いた。
「異端」という語の用い方として、宗教学辞典では「異端」を同一の宗教やイデオロギーを共通基盤として成立するものの間における対立的立場で、正統に対する異端であって「異教」とは異なる、との説明が掲載されてはいる。（つまり学者の立場では、用語ごとに厳密に区別することで学術用語的なものにしたい、という考え方がある。）ただし、実際の用法としては（#キリスト教における異端や#儒教における異端など節でも解説するように）異なった宗教を指すためにも用いられている。

## ユダヤ教における異端
正統ユダヤ教とされた律法主義者たちとその体制から見て、神の国を説くイエス・キリストは異端と見なされ、処刑されることになった。神の国の理念や実践、アガペーや隣人愛（聖書の「善きサマリア人のたとえ」のくだりなどで語られる内容 ）といった一連の理念や実践が異端とされたわけである。

## キリスト教における異端
キリスト教においては「異端」は様々な用法があるが、例えば党派心、教会の統一を破るもの、不信仰、キリスト教だと称するが伝統的なキリスト教の教えを踏み外している教義・学説などを呼ぶための言葉として用いられてきた。キリスト教においては、「異端」は、キリスト教でないものに対して使われる場合と、キリスト教の中にある異端的な説に対して使われる場合がある。

### 歴史
異端はすでに初代教会に存在したとされる。パウロ書簡にはたびたび分争への警告がなされている。（後）パウロ書簡である『コロサイ書』および『テトスへの手紙1』などには、非正統的教義を信奉するものへの警告がなされている。伝承では『テトスへの手紙1』に登場するニコラオは、使徒言行録にある執事ニコラオと同一視され、彼が一派を起こして独立し、異端となったものだとする（黙示録2:15）。
異端反駁は、異教反駁と並び、初期の教会著述者の大きな主題のひとつであった。当時の異端派についての研究は、そのような著述家による引用に多くを負っている。キリスト教教義とその文書は、異端とされたそのような説への反駁によって形成され洗練されていったという側面ももっている。対立点は、救いの条件、洗礼の方式、キリスト理解、ユダヤ教との関係、個人の罪と赦し、聖霊についての理解、教会論など多岐にわたった。教会組織において、統制のためいくつかの説またその信奉者が「異端」とされ、異端とされた説を教会で教えることや、異端の者が教会の公的な礼拝に与ることが禁止された。異端者とその取り扱いについての規定は、最古の教会法文献である『ディダケー』（1世紀）にすでに記載されている。教会組織が成熟していくにつれ、異端の判断は教会高位聖職者が組織的決定として行うようになっていく。
はじめキリスト教が非公認の宗教であった時代には、教義間の問題は教会内の問題であり、それほど大きな社会的問題にはならなかった。しかし、キリスト教が国教会として公認され、信者が公に活動をはじめると、異なる教説を奉じる者の間の対立は大きく、教会人事に影響を及ぼすにとどまらず、教会外で騒乱を起こすまでになった。最初の公会議である第1ニカイア公会議が皇帝の主宰で開催されたのは、アリウス派とアタナシウス派を中心としたこのような状況を打開するためであった。結果的に、アリウス派が「アナテマ」（呪い、異端の意）を宣告され、教会から追放されたが、事態が収拾されるまでには数十年を要した。
その後も教会会議や公会議による異端説の追放が行われた。そのほとんどは現存していない。しかし一定の範囲で支持を得ている説が異端とされたときには、むしろ教会の分裂（シスマ）と呼ぶのがふさわしい状況が出来た。東方諸教会、正教会、カトリック教会、さらにはプロテスタントの区別は、こうした大きな集団の対立と、相互を異端として退けるなかから、生じてきたのである。
各教会の異端の扱い方、カトリック教会のやり方に対する反発
西方教会では異端を理由とした死刑が広く行われるようになり、アルビ派およびワルド派が出る中世盛期には、異端裁判所を設けた組織的な異端摘発が行われるようになった。当時異端審問に深くかかわったドミニコ会はこのため canis domini （主の番犬）の二つ名を負うほどになった。

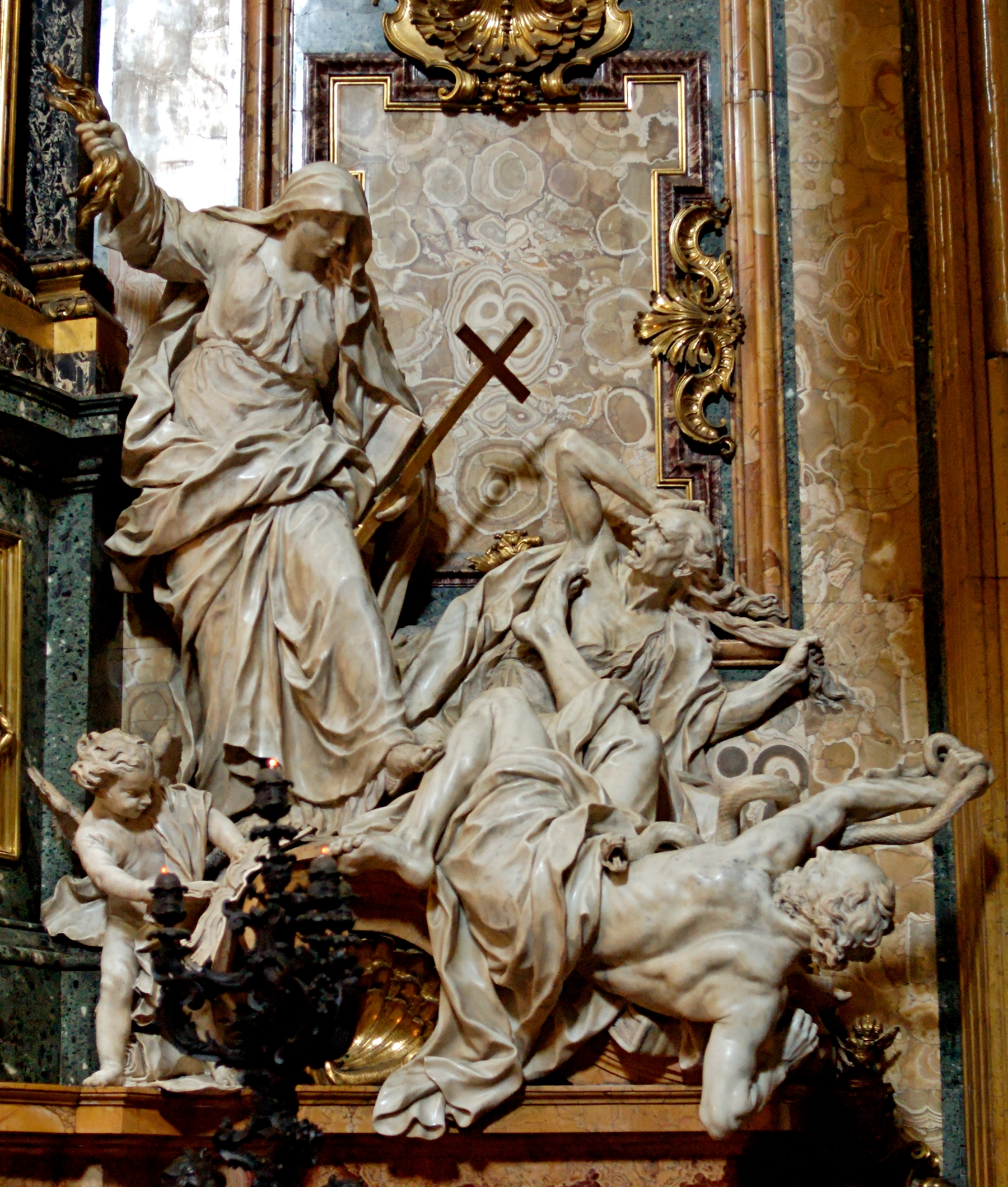
『異端と憎悪を打倒する宗教』Religion Overthrowing Heresy and Hatredの彫刻。カトリック教会側から見た異端のイメージを表現した彫刻である。ピエール・レグロス（Pierre Legros、1695年–1699年）による作品。

近世のスペインではレコンキスタ運動と融合し、異端審問が激しく行われた（スペイン異端審問）。異端審問はまた、カトリックと対峙したプロテスタント地域でも激しく行われた。カトリック教会は、プロテスタントを含め異端とみなした多くの者を処刑しているが、プロテスタント圏においても、ジュネーブ市当局は三位一体を否定したミカエル・セルヴェトゥスを処刑した。
イギリスのコモン・ロー（英国普遍法）でも異端は法的に犯罪とされ、異端と見なされた人々が罰せられ火あぶりの刑に処せられ続けた。
フランスをイギリスの侵略から救ったフランスの英雄ジャンヌ・ダルクは1431年にイギリス側に捕らえられた際に異端審問にかけられ有罪判決を下され火刑に処せられてしまったが（ジャンヌ・ダルク処刑裁判）、その後、異端検察総監の上訴で前判決が再審理となり、1456年、法廷はジャンヌの有罪判決を無効（誤審）とし、復権が宣言された。火刑から500年以上経た1920年にはカトリック教会によって列聖された。

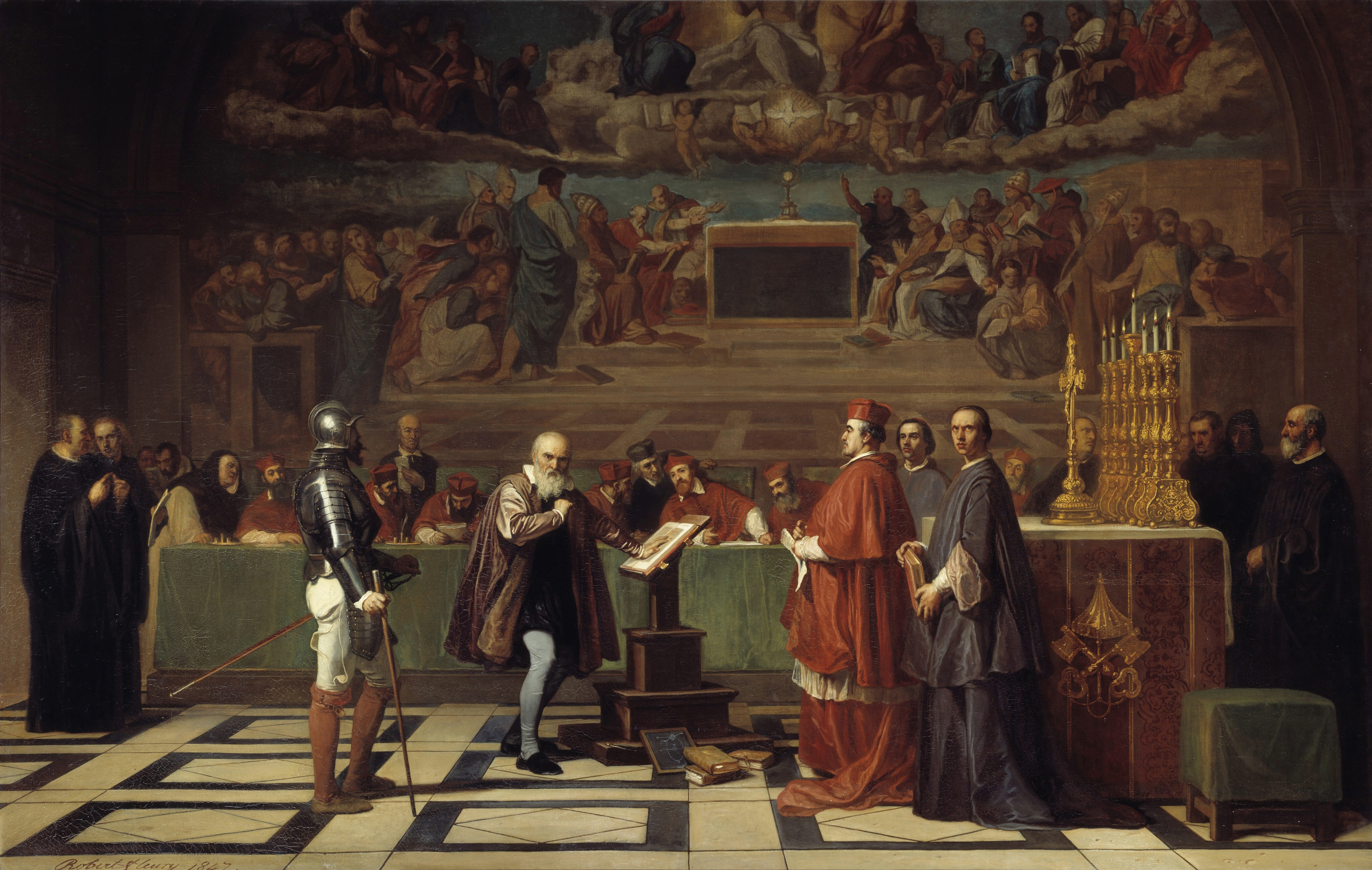
ガリレオ・ガリレイも1633年に異端の有罪判決を受けた

1633年にはガリレオ・ガリレイも太陽中心説という世界観、すなわちカトリックの世界観（宇宙観）である地球中心説と異なる世界観を著書で発表した件でローマの異端審問所（異端裁判所）に召喚され、逮捕、拘禁され、異端の有罪判決を受けたが、比較的寛大に扱われ、火刑にはされなかった。3世紀半以上経た1992年10月31日にはヨハネ・パウロ２世教皇によりガリレオ復権の講演も行われた。
イギリスで異端者とされた者が火あぶりの刑に処される状況は1677年まで続いた。イギリスでは1677年には反カトリック教会運動が高まり、カトリック教会が行っている "恐怖による支配" を終わらせるために、異端に対する火炙り刑という数世紀も前に定められた古い法規をイギリス議会が廃止したのだった。
いっぽう東方教会では、一般に、異端者は教会から追放され結果として社会的制裁を受けるにとどまり、西方のような組織的な異端摘発がなされることはなかった。
最近
上述のようなことがあったが、（異端審問という歴史の負の側面、黒い歴史がおぞましい過ちと自覚されるようになり）、最近のキリスト教では、エキュメニズム（世界教会運動）の重要さが広く認知されている。キリスト教内での運動とともに、人類の幸福という共通目標のため、他宗教と対話・連携を行う重要さも認識されるようになっており、そうした活動も「エキュメニズム」と呼ばれている。近年では、実際に他宗教の指導者とさかんに対話が行われており、キリスト教も含めて様々な宗教の指導者が一同に集って、人類のため、あるいは何らかの災害にあった人々のために、宗教の種類を乗り越え共同で祈りを捧げたり、共同の見解を報道に対して発表する、といった活動がさかんに行われている。

### 現行の異端規定
「異端」を定義する基準は、多くの教派で共有できる、ニカイア信条、ニカイア・コンスタンティノポリス信条、カルケドン信条、使徒信条など基本信条からの逸脱である。

#### 三大異端
エホバの証人・末日聖徒イエス・キリスト教会・世界平和統一家庭連合（旧略称:統一教会）の3教団はキリスト教主流派が重要視する三位一体などの教義を否認していることから、カトリック・プロテスタント・正教会などから異端とされており、日本ではキリスト教における三大異端とされている。

#### カトリック教会の異端規定
古代から中世中期までは公会議において、中世後半以降は異端審問などで、異端宣告がしばしばなされた。現在のカトリック教会においては、「異端」を、教会法の中で、次のように定義している。
- 「教会法によれば洗礼後, 名目上キリスト教徒としてとどまりつつ意識的･意図的に神の意志に対して反対するのが異端であり, これは信仰の諸前提から誤って導き出された神学的誤謬とは区別されなくてはならない.」[17]。

#### プロテスタント諸派の異端規定
使徒信条は異教とキリスト教を切り分けるものに過ぎない。プロテスタント教会にとっては「聖書のみに基づく信仰からの逸脱」もプロテスタント信仰からの逸脱であり、異端的な誤りであるとみなされる。福音主義同盟は1846年に確認された福音主義の9ヶ条でローマ・カトリック、ユニテリアン、自由主義神学（リベラル）の立場を退けており、これは日本で最初のプロテスタント教会に採用されたが、超教派で活動するための基準に過ぎず、教会形成に必要な信仰基準としては不十分とされる。プロテスタントの教会のしるしに戒規があり、異端、誤りは戒規にされ、追放されなければならないとされる。改革派教会とローマ・カトリックの異端判断の相違は、ローマ・カトリックがローマ教皇から離れる分離を異端の本質とみなしており、またエキュメニズムも分離を非難するのに対し、改革派は教会のしるしを主張し、聖書を基準として異端の摘発がなされねばならないとする。福音派は、シンクレティズム、宗教多元主義、新普遍救済主義を異端として退けている。リベラル派においては、何かを異端とみなすこと自身が不寛容であり、キリスト教に異端はいないとする思想もある。リベラル派では、プロテスタントとしての自覚が希薄となり、聖書を神の言葉と信じる信仰も重視せず「聖書のみに基づく信仰からの逸脱」も単にプロテスタンティズムに反するに過ぎないとみなされる場合がある。

#### キリスト教主流派において異端とみなされた教団、団体の例
カトリック・プロテスタント・正教会 の各団体等の見解において異端として挙げているのは次の教団、団体である。
エホバの証人
末日聖徒イエス・キリスト教会
統一協会（旧正式名称世界基督教統一神霊協会、現在の世界平和統一家庭連合）
ファミリー・インターナショナル（愛の家族、神の子供たち）
教祖ディビッド・バーグは自らを「聖霊（＝神）」の位置に置き、「勧誘のために性をおとりに用いる」ことを命じた。日本で1990年代にマスコミを賑わした。
クリスチャン・サイエンス
メリー・ベーカー・エディが設立した。
キリスト教の中心的な4つの事柄「聖書の絶対的権威」「神の人格性」「イエス・キリストの神性」「十字架の血の贖罪」をすべて否定する。
タベラ世界宣教会、タミ宣教会
別々の団体であるが、共に1992年10月にキリストの再臨があると主張した。
聖書より「教団の預言」に権威を置く韓国の異端。
ベレア
韓国の異端。日本での正式名称は日本ベレア宣教会。
この世を黄泉（ハデス）とみなす。
サベリウス的・様態論的三一論を説く。聖霊を御使いと混同。
新エルサレム教会（東京新教会、新教会）
エマヌエル・スヴェーデンボリの宗教。
サベリウス的・様態論的三一論を説く。
異教徒とキリスト者は連なっている等、自らの幻視を聖書と同列に置く。
イエス之御霊教会
日本発祥。三位一体を否定する。
信仰のみの救いの否定。死者のための身代わり洗礼を行う。
原始福音（キリストの幕屋）
創始者は手島郁郎。神道を取り込んだ混合宗教。
古事記や日本書紀と聖書を同列に扱う。ニューエイジ的全一の法則に立つ。
セブンスデー・アドベンチスト教会
正統プロテスタントに分類する見解が支配的だが、新宗教乃至は異端とする見解も存在する。
19世紀アメリカの再臨運動を源流とする。
原理主義的な聖書解釈により、再臨や終末に焦点を置いた教理体系を持つ。
ヨハネの黙示録の「神の印」を安息日と解釈し、反キリストであるローマ教皇権が変更した日曜日の礼拝を「獣の印」としてカトリック教会や日曜日を守るプロテスタントを批判することがある。
人間の霊魂の不滅、地獄の永遠性を否定、神だけが不滅であって、救われた人間だけが復活後に永遠の命を与えられ、悪人の魂は一定期間の刑罰の後に消滅するとする。
原語で聖書を学ぶ運動のグループ
空中再臨の否定。サベリウス的・様態論的三一論を説く。
キリストの昇天の否定。悔い改めの否定。
ユニテリアン
萬国福音教団
基督心宗教団
復元イエス・キリスト教団（復元した末日聖徒イエス・キリスト教会）
真イエス教会日本総会
アメン教団
日本基督召団
地元に在って合一である立場に立つ教会
同仁キリスト教団（基督教同仁社団）（ユニテリアン・ユニヴァーサリズム）
白い兄弟団
最後の福音教会（ヴィッサリオン派）
新使徒教会
全能神
救援派

#### 異端とカルト
本来はカルトの定義に相応しいものが異端と同義であるかのように捉えられることもある。一部のカルトと言われる宗教が異端であると同時に破壊的カルトでもあると認識されていることにより、両概念の定義に混同が発生しているものである。

### キリスト教において異端とみなされた主要な諸派・思想
- 仮現説（ドケティスム）　人間としてのキリストは見せかけのもので、あくまで神的存在であったと考える。 w:Docetism
- グノーシス主義　ギリシャ語の知識（グノーシス）に由来。二元論的世界観。 w:Gnosticism
- エビオン派　2世紀、イエスは人間で神の養子である（キリスト養子論、養子的キリスト論）。処女懐胎を否定、唯一神の強調。 w:Adoptionism
- マルキオン派　2世紀のマルキオンに由来。旧約・新約の神を区別して旧約の神を否定、また、神が人間のように苦しむはずがないとしてイエスの肉体を否定する。グノーシス主義とは異なる思想を持つ。 w:Marcionism
- モンタノス派　2世紀、モンタノスが創始。禁欲的生活を呼びかける。晩年のテルトゥリアヌスも加わった。 w:Montanism
- モナルキア主義　3世紀、一位神論、単一神論ともいう。 w:Monarchianism
  - サベリウス主義　3世紀、様態論的モナルキア主義。様態論。北アフリカ、キレナイカのサベリウスが創始。 w:Sabellianism
    - 天父受難説　3世紀、様態論的モナルキア主義。サベリウス主義の別名。 w:Patripassianism

  - キリスト養子論（キリスト常人説）　3世紀、勢力論的モナルキア主義。子は父よりも劣るとするキリスト従属説（w:Subordinationism）の一つ。サモサタのパウロス（英語版）が論者。思想的にアリウス主義へと連なる。
- アポリナリオス主義　4世紀、ラウデキア司教アポリナリオスはキリストは人間の魂をもっていなかったと主張。 w:Apollinarism
- アリウス派　4世紀、キリストの人間性を重視し、父と子の同一本質を否定。キリスト被造物説。キリスト従属説の一つ。 w:Arianism
  - アノモイオス派（英語版）（非類似派）　父と子は本性において非類似であると主張。
  - ホモイウシオス派（英語版）（類似本質派）　父と子は本質において類似していると主張。半アリウス派（英語版）。この派の多くはニカイア正統派に合流した。この派は異端ではなく神学的誤謬、あるいは言語表現上の相違の範囲。
  - ホモイオス派（類似派、アカキオス派（英語版））　父と子は類似しているとだけ主張。実態は非類似派に近い。
  - プネウマトマコイ派（英語版）（マケドニオス主義、聖霊神性否定論） 半アリウス派の一部における、聖霊の神性を否定する説。聖霊を被造物と見なしたと伝えられる。
- エウキテス派　東方教会より分裂。 w:Euchites
- 単性説　5世紀、エウテュケスが唱える。この説を異端と呼ぶのは適切ではない。 w:Monophysitism
- ネストリウス派　5世紀のコンスタンティノポリス司教ネストリオスに由来。この派を異端と呼ぶのは適切ではない。 w:Nestorianism
- ペラギウス主義　5世紀、ブリタニアの修道士ペラギウスに由来。 w:Pelagianism
- 万人救済主義 アウグスティヌスは信者のみ救われると主張した。（教会内で現在も議論が分かれている） w:Christian universalism
- プリスキリアヌス主義　5世紀のスペインで起こる。 w:Priscillianism
- ボゴミール派　10世紀、ブルガリア人修道士ボゴミールが創始。 w:Bogomils
- アンリ派　　12世紀、修道士ローザンヌのアンリに由来。 w:Henry the monk
- ペトロ・ブルイス派　12世紀、ブリュイのペトルスに率いられる。　w:Peter of Bruis
- カタリ派　12世紀末～14世紀初頭、物質世界は悪であり、形而上学的な世界を善とした二元論を展開。 w:Catharism
- ソッツィーニ派 16世紀イタリアの神学者レリオ・ソッツィーニとファウスト・ソッツィーニに由来する。

## イスラームにおける異端
イスラームの場合、正統 / 異端の語は、教義について用いられるというよりも、実践的な行為を指して用いられている。すなわち orthos （正しい）+ doxa（教義）といった表現ではなくて、orthos（正しい） + praxis（行為） といった構成の表現が用いられている。
9～10世紀におけるハディースの蒐集と四法学派の成立によってスンナの内容が確立すると、そうしたスンナと対立する新奇な行為は「ビドア」として排斥されるようになった。だが、後には、それはhasanah（良いもの）とsayyiah（悪いもの）に分けられ、前者は共同体の承認をえて受け入れられていった。

## バラモン教・ヒンドゥー教における異端
インドには伝統的にはぐくまれた哲学・思想・宗教の体系があり、それはダルシャナなどの名称で呼ばれている が、正統バラモンは、そうしたダルシャナを、ヴェーダ聖典の権威を認めるか否かを基準として区分し、認める思想を　サンスクリット: आस्तिक（Āstika、　アースティカ）つまり「正統派」と呼び、ヴェーダに権威を認めない思想を「(नास्तिक　nāstika　ナースティカ」つまり「異端派」と呼んだ。
正統バラモンたちからアースティカの代表格と見なされたのは六派哲学で、その中でもヴェーダ聖典解釈と密接な関係があるミーマーンサーとヴェーダーンタを正統の中の正統とする傾向がある。
それに対し、ナースティカと見なされたのは、チャールヴァーカ（＝唯物論者）、仏教徒、ジャイナ教徒だった。古典期においてはバラモンたちは彼らをナースティカとして異端視する傾向が強かった。だが、その後には異なった考え方を可能な限り取り込んでしまおうとする包括主義が見られるようになり、それはヒンドゥー教へと継承され一大特徴となっていった。

## 仏教における異端
仏教においては内道と外道という言葉・概念が用いられている。内道がブッダの教えであり、外道がブッダの教えから外れたものである。外道はしばしば具体的に特定されつつ「六師外道」と呼ばれている。これはブッダと同時代の諸思想の中でも特に主だったものを指している。
日本の仏教において見られた 正統/異端 的な対立としては、たとえば浄土真宗（特に一向宗）における「異安心」の排斥、曹洞宗内紛など禅宗の中での流派間での正統/異端の対立、日蓮宗の中での対立 などがあった。

## 儒教における異端
呼称の節でも説明したように、儒者は、儒教以外の思想、つまり老・荘・楊・墨などを指して「異端」と呼んでいた。
『論語』に次のような表現がある
子曰。攻乎異端。斯害也已
「子曰く、異端を 攻むるは、斯れ害のみ」と読め、自分の考えと異なった考えを攻（責）めているようでは、かえって自分を害することになる、という意味ともされるが、
具体的な意味は不明 ともされる。この一文の解釈は註釈者によって相違があり、一つではなく、朱子は『論語註釈』の中で「正統から外れたものを学ぶことは、害にしかならない」と解釈したという。
だが上記の表現は『孟子』『荀子』にも見えず、後漢ごろまでこれは注意をひかなかったらしい という。
儒教に対して仏教や老・荘・道教を異端として特定しつつ排斥するような主張が、いったい誰に始まるのか不詳だという。ただ、韓愈の『進学解』には「異端を拒絶し仏老を退ける」との表現はある。

## 学問における正統と異端
学問の世界でも 正統 / 異端 と同様の区別や論争は存在している。
自然哲学においては17世紀の段階では、ほぼ全員の人々は、物というのは直接にぶつからないと互いに影響しあわない、とする考え方で世界を理解し、それを正統なものとしていた。ニュートンが『自然哲学の数学的諸原理』（1687年）において万有引力という新たな考え方を提唱した時には、ライプニッツ（およびライプニッツ一派の人々）は、その考え方を「オカルト」という言葉で呼びつつ排斥しようとし、大陸側とイギリス側、ドーバー海峡を挟んで論争となった。その後も数十年間、大陸側の学者たちは「物は直接ぶつからない限り互いに影響しない」とする考え方を正統なものとし、「離れていても影響する」という考え方を異質な考え方として排斥しつづけた。
西欧では学問、すなわち知の探求は一般的にラテン語等でphilosophia、philosophie（フィロソフィア、「知を愛すること」の意）などと呼ばれていて大学における各学問の呼称もフィロソフィアであった。学問の世界ではフィロソフィアが正統なものであった。だが（おおよそ18世紀後半から19世紀半ばにかけて徐々に）そうしたフィロソフィーの中からある種の（独特の）傾向の知識があると考える人たちが増え、そのような知識を探求する人の数の増加も反映し1833年にはウィリアム・ヒューウェルが「scientist サイエンティスト」という語を造語し、自分たちをそう呼ぶことが提案された。だがそれがすぐに定着したわけではなく、その時代、大学という制度で地位が認められ社会的にも認められている学者たちは　scientiaを正統的でない知識と見なしており、scientistたちの社会的な地位は概して低かった。学者たちは（現代から見れば、scientistと呼ばれるような内容の活動をしている人ですら）他人から「scientist」と呼ばれることは嫌がり「philosophe 哲学者」と呼ばれることのほうを好んだと指摘されている。scientistたちは、人々から正統性が認められるには長い年月がかかった。
このように社会から正統性を認められるのに苦労していたscientiaの側からも、すでに1830年代あたり から、pseudo-scientia（疑似科学）という呼称で、正統的でないそれを呼び分けるようなことが行われるようになった。
ポジティヴィズムという、ひたすら自分の五感で直接的に知覚できることだけを重視しようとする思想が学問の世界で隆盛を極めていた19世紀末、当時、科学界で大御所とされて一大勢力を誇ったエルンスト・マッハなどは、人間が直接的に知覚できることだけで科学を構築してみようと目論み、直接的に知覚できないことに関する記述は「形而上学」という言葉を用いつつさかんに排斥しようとした。ニュートン力学体系における「絶対空間」や「絶対時間」の概念を、「形而上学的な要素の残滓（のこりかす）」と呼んで否定し、排斥した（『力学の発展史』）。マッハらは、明らかに排斥しようとする意図をこめつつ「形而上学」という言葉を用いていた。マッハはニュートン力学の<<力>>の概念も「得体の知れないもの」として排斥し、<<力>>の概念抜きで、<<位置>>など、直接的に知覚できる要素だけで力学を再構築した。また原子論も拒絶した（原子などというものを誰も直接見たことは無かったので、見えない原子を概念として受け入れてそれを基盤に科学を組み立てることは拒絶したのである）。大御所のマッハは若いボルツマンが採用した原子論や気体分子運動論も排斥し、学会で執拗に攻撃した。（ボルツマンが自殺する原因を作った、とも指摘されている）
現代でもやはり、ポジティヴィズム的な考え方を正統だと見なし、それからはずれた考え方を排斥したがる人々は自然科学の分野を中心として多く存在しているが、最近の人々のあいだでは、直接感覚できないことがらのことは、マッハがそれを「形而上学」と呼んで排斥しようとしていたように、（正式な学問的な用法ではなく、あくまで俗な用法にすぎないものではあるが）「オカルト」と呼ぶようなことが行われている。
科学という概念がようやく広まりつつあったころ、科学者のほとんどはアマチュアサイエンティストであった、また社会的にも優遇されているとは言い難かった（冷遇されていた）。現代では、科学は（かつての西欧のキリスト教と同様に）国家からお墨付きを得て、行政的な機構にも組み込まれている。政府や政府系の組織によって膨大な数の科学者が雇われ生活しており、科学は一大勢力となっている。現代では、科学者でない一般の人々も含めて、多くの人々が、サイエンス（科学）をしばしば「正統」「正統性」というイメージと重ねつつ受けとめている、ということは多くの科学哲学者などから指摘されている。こうした社会環境においては 「科学」 /「疑似科学」 という一対の概念が、（ちょうどかつてのキリスト教が政治権力と一体となっていた西欧における、キリスト教の　正統/異端 のように）その判定の結果が大きな影響を及ぼす概念となっている。何が科学で何が科学でないか、ということに関しては、20世紀に様々な論争が行われている。これは線引き問題、と呼ばれている。
現代の学会などでは（特に自然科学系の学会などでは）、古参の科学者などが新奇な研究や新奇な説などを「疑似科学」（や「オカルト」）などと呼んで排斥しようとすることがある。現代の科学者にとっては、自分の研究に「疑似科学」との烙印を押されてしまうと、科学者にとって必須の、公的機関からの研究助成金などを支給してもらえなくなり、科学者生命を絶たれることを意味し、やがて職や収入も失い、その意味でも死活問題となる。現代の科学者は、先輩や同僚の科学者たちから「疑似科学」「オカルト」などの言葉で異端との烙印を押され排斥されることを恐れている。